# Sant Pere de Salàs
Sant Pere de Salàs és l'antiga església parroquial romànica del poble de Salàs de Pallars, del terme municipal del mateix nom, a la comarca del Pallars Jussà.
Devia ser una magnífica església de, almenys, tres naus capçada amb tres absis. Actualment només en queda l'absis central, aprofitat com a capella del cementiri. Conserva, però, una part de la decoració escultòrica que l'ornamentava.
Es té notícia d'aquesta església des del 1111. El 1314 fou visitada, com les més importants esglésies pallareses, per la legació de l'arquebisbe de Tarragona. El 1758, però ja consta com a parroquial la de la Mare de Déu del Coll, i la de sant Pere, com a capella seva.
| Absidiola nord | Conjunt de la capçalera | Absidiola sud |
| Absidiola nord | Conjunt de la capçalera | Absidiola sud |